# Ngót nghẻo
Ngót nghẻo, ngoắt nghoẻo hay ngọt nghẹo, huệ lồng đèn, gia lan hay còn gọi là hoa ly lửa, lily lửa (danh pháp hai phần: Gloriosa superba) là một loài thực vật thuộc họ Colchicaceae.
Cây có củ ngầm do thân rễ phình lên tạo thành, thân vươn dài quấn lên các cây khác để vươn lên cao. Lá mọc cách, mọc đối hay mọc vòng, đỉnh kéo dài thành tua cuốn. Cụm hoa lớn, nở rải rác quanh năm.

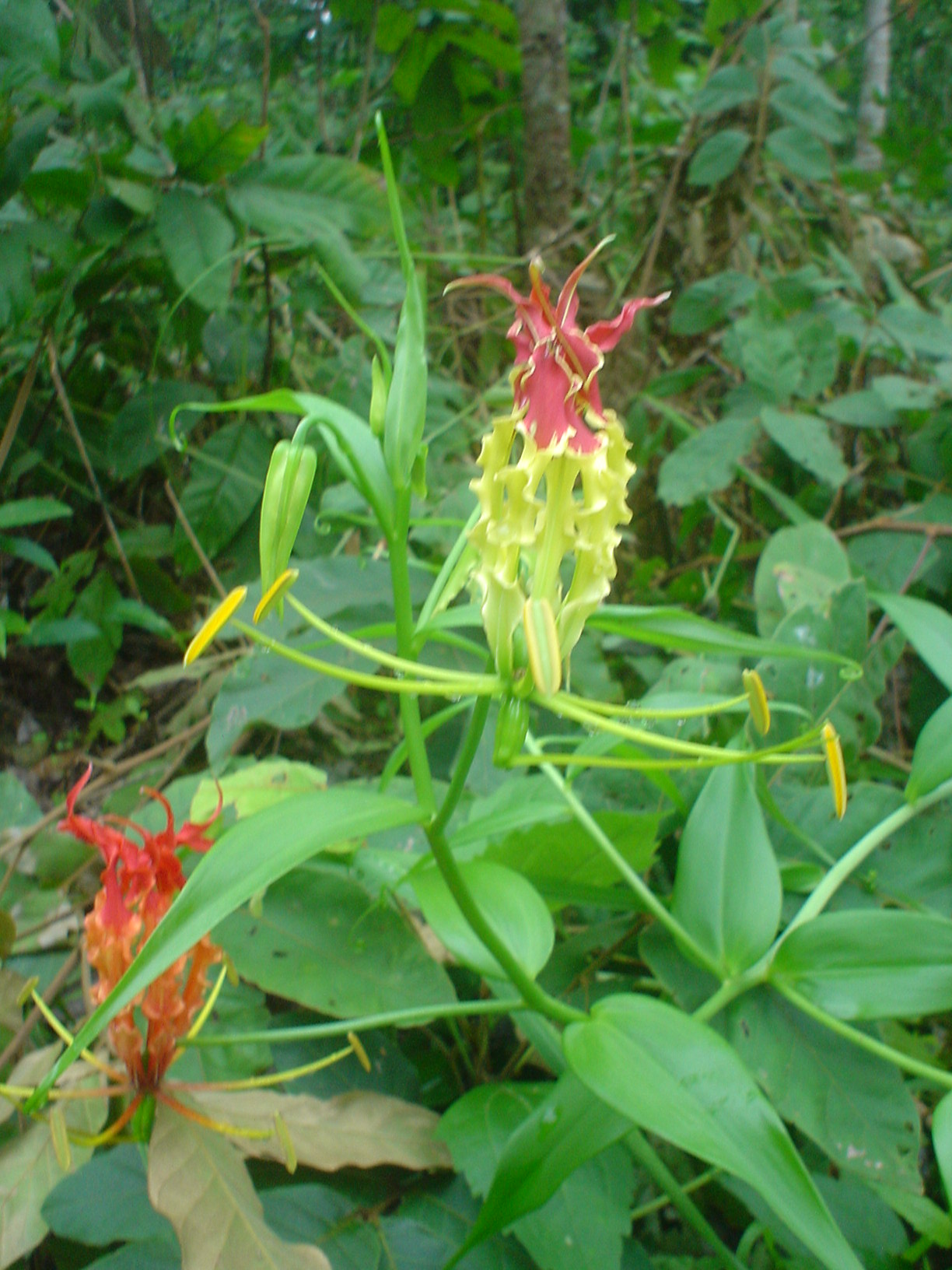

Thân rễ chứa nhiều ancaloit colchicin.
Phân bố trong khu vực rừng, ở cao độ 900-1.300 m như ở miền nam Vân Nam, Campuchia, Ấn Độ, Indonesia, Lào, Malaysia, Myanmar, Nepal, Sri Lanka, Thái Lan, Việt Nam; nhiệt đới và miền nam châu Phi.
Tại Việt Nam, phân bố rộng rãi ở miền Trung nhất là vùng Tây Nguyên, thường mọc hoang dã nơi đồi núi ven bìa rừng.
Loại cây này rất độc, đủ độc để gây tử vong cho người và động vật nếu ăn phải. Nó đã được sử dụng để giết người, để tự sát, và giết động vật. Mọi bộ phận của cây đều có độc, đặc biệt là thân rễ dạng củ. Cũng như các thành viên khác của họ Colchicaceae, loại cây này chứa nhiều colchicine, một loại alkaloid độc. Nó cũng chứa alkaloid gloriocine.

## Danh pháp đồng nghĩa
- Clinostylis speciosa Hochst.
- Eugone superba (L.) Salisb.
- Gloriosa abyssinica A.Rich.
- Gloriosa angulata Schumach.
- Gloriosa caerulea Mill.
- Gloriosa carsonii Baker
- Gloriosa cirrhifolia Stokes

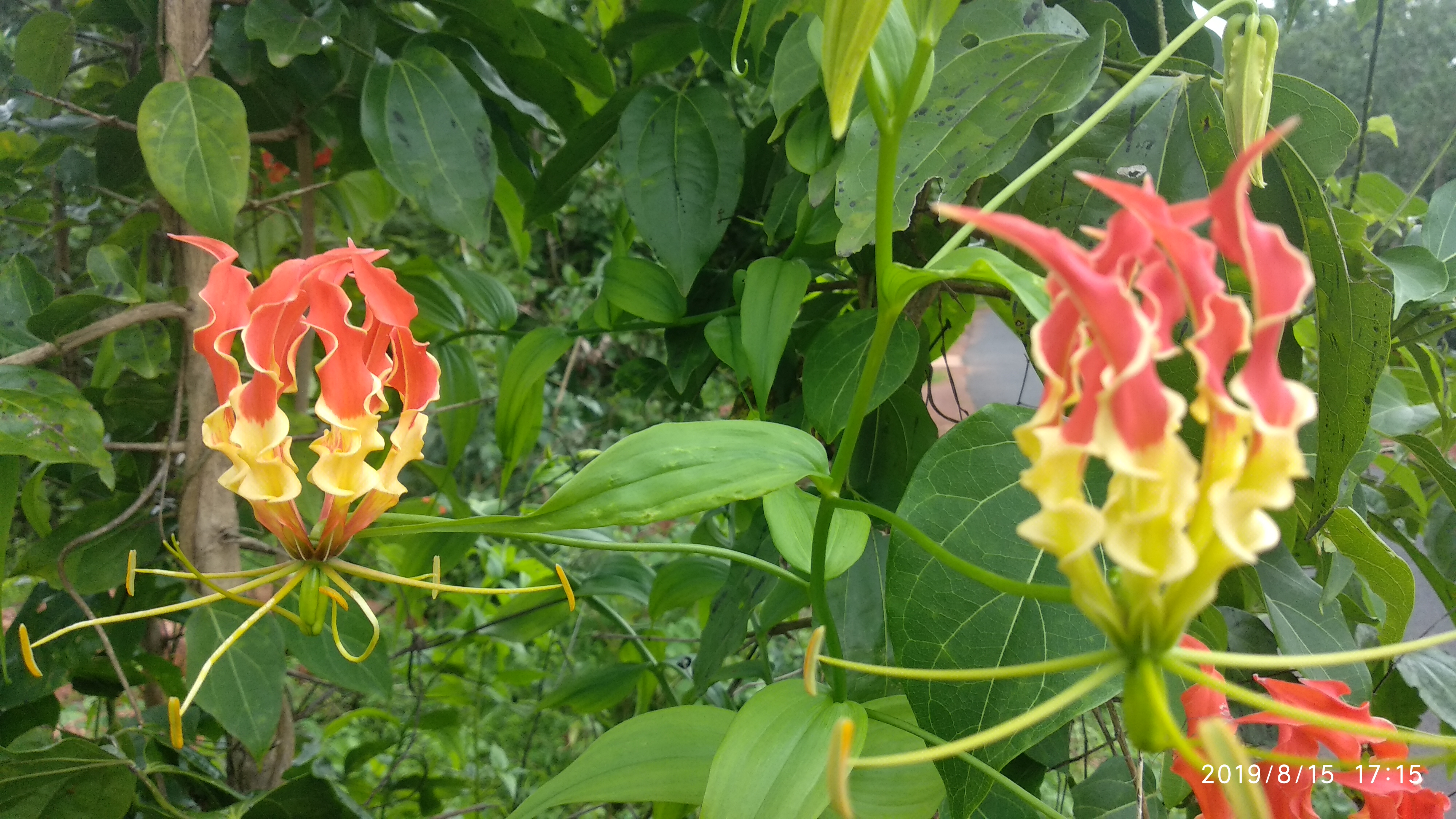

- Gloriosa doniana Schult. & Schult.f.
- Gloriosa graminifolia var. heterophylla Chiov.
- Gloriosa grandiflora (Hook.) O'Brien
- Gloriosa homblei De Wild.
- Gloriosa leopoldii (Van Houtte ex Lem.) Van Houtte & Voss
- Gloriosa lutea auct.
- Gloriosa nepalensis G.Don
- Gloriosa plantii (Planch.) Loudon
- Gloriosa rockefelleriana Stehlé & M.Stehlé
- Gloriosa rothschildiana O'Brien
- Gloriosa sampiana Pires de Lima
- Gloriosa simplex L.
- Gloriosa speciosa (Hochst.) Engl.
- Gloriosa superba var. angustifolia Baker
- Gloriosa superba f. doniana (Schult. & Schult.f.) T.Durand & Schinz
- Gloriosa superba f. grandiflora (Hook.) Kuntze
- Gloriosa superba var. superba
- Gloriosa verschuurii Hoog
- Gloriosa virescens Lindl.
- Gloriosa virescens var. grandiflora (Hook.) Baker
- Gloriosa virescens var. leopoldii (Van Houtte ex Lem.) T.Durand & Schinz
- Gloriosa virescens var. petersiana (Klotzsch ex Garcke) T.Durand & Schinz
- Gloriosa virescens var. plantii (Planch.) T.Durand & Schinz
- Gloriosa virescens var. platyphylla (Klotzsch) T.Durand & Schinz
- Methonica abyssinica (A.Rich.) Walp.
- Methonica doniana (Schult. & Schult.f.) Kunth
- Methonica gloriosa Salisb.
- Methonica grandiflora Hook.
- Methonica leopoldii Van Houtte ex Lem.
- Methonica petersiana Klotzsch ex Garcke
- Methonica plantii Planch.
- Methonica platyphylla Klotzsch
- Methonica superba (L.) Crantz
- Methonica virescens (Lindl.) Kunth

## Hình ảnh

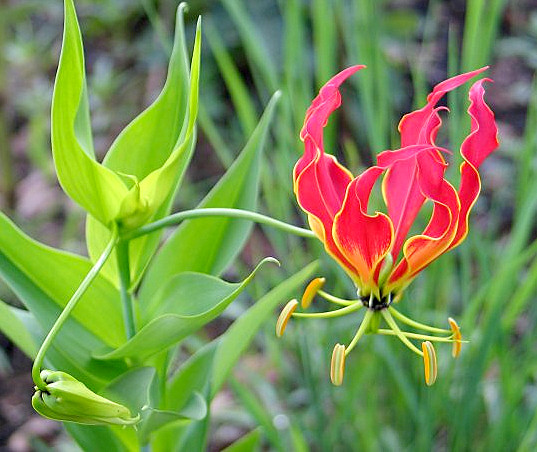
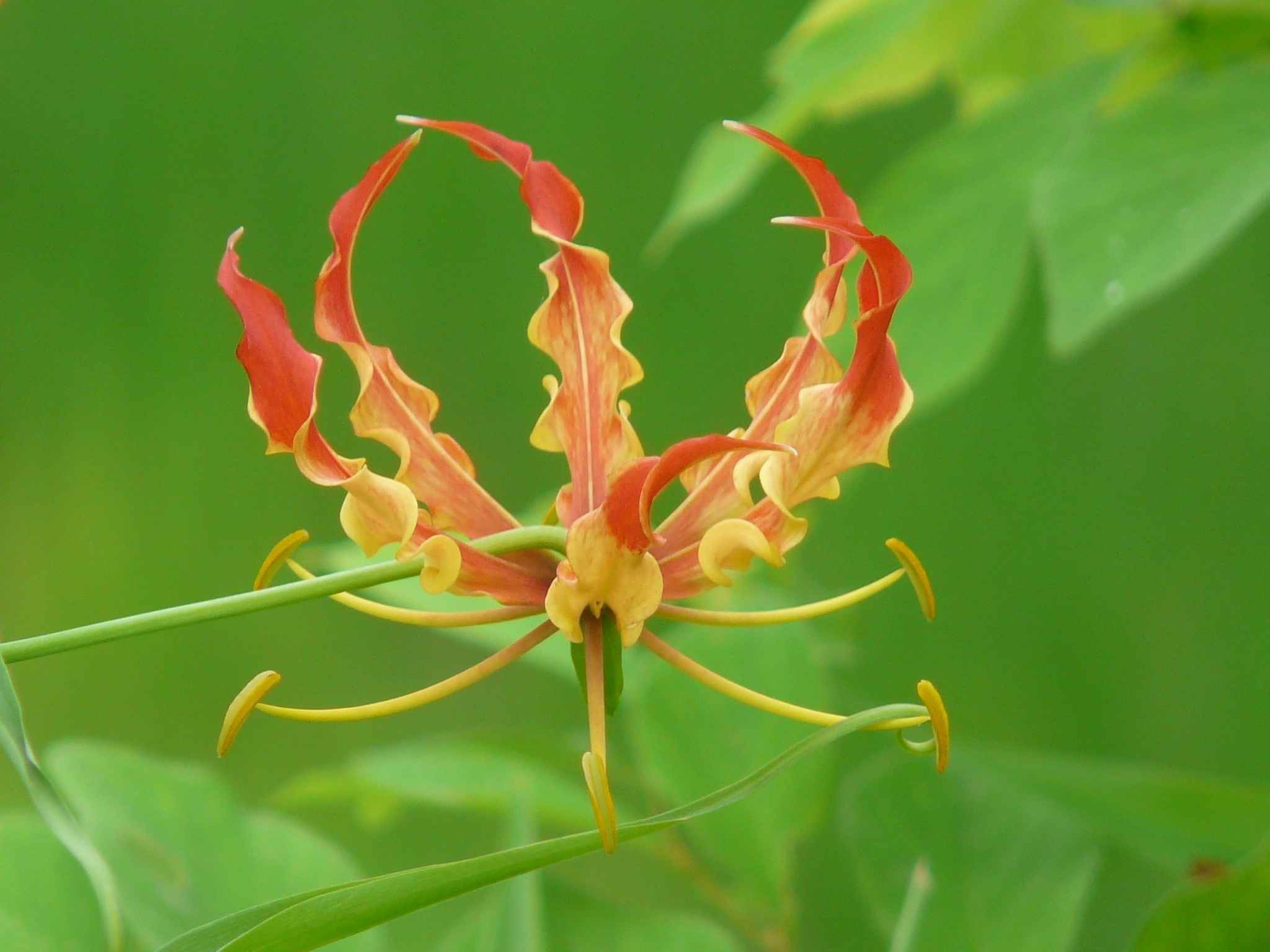
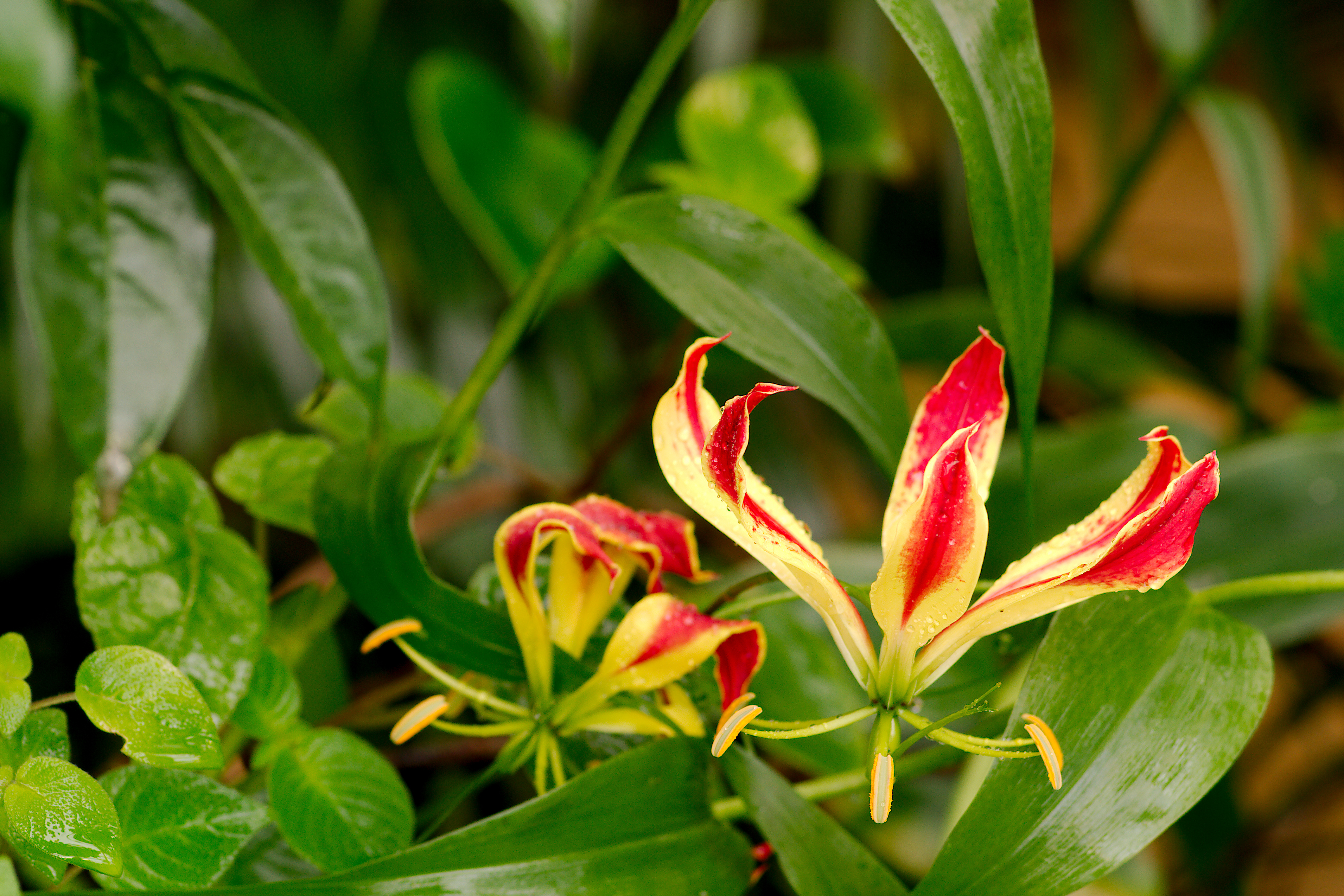
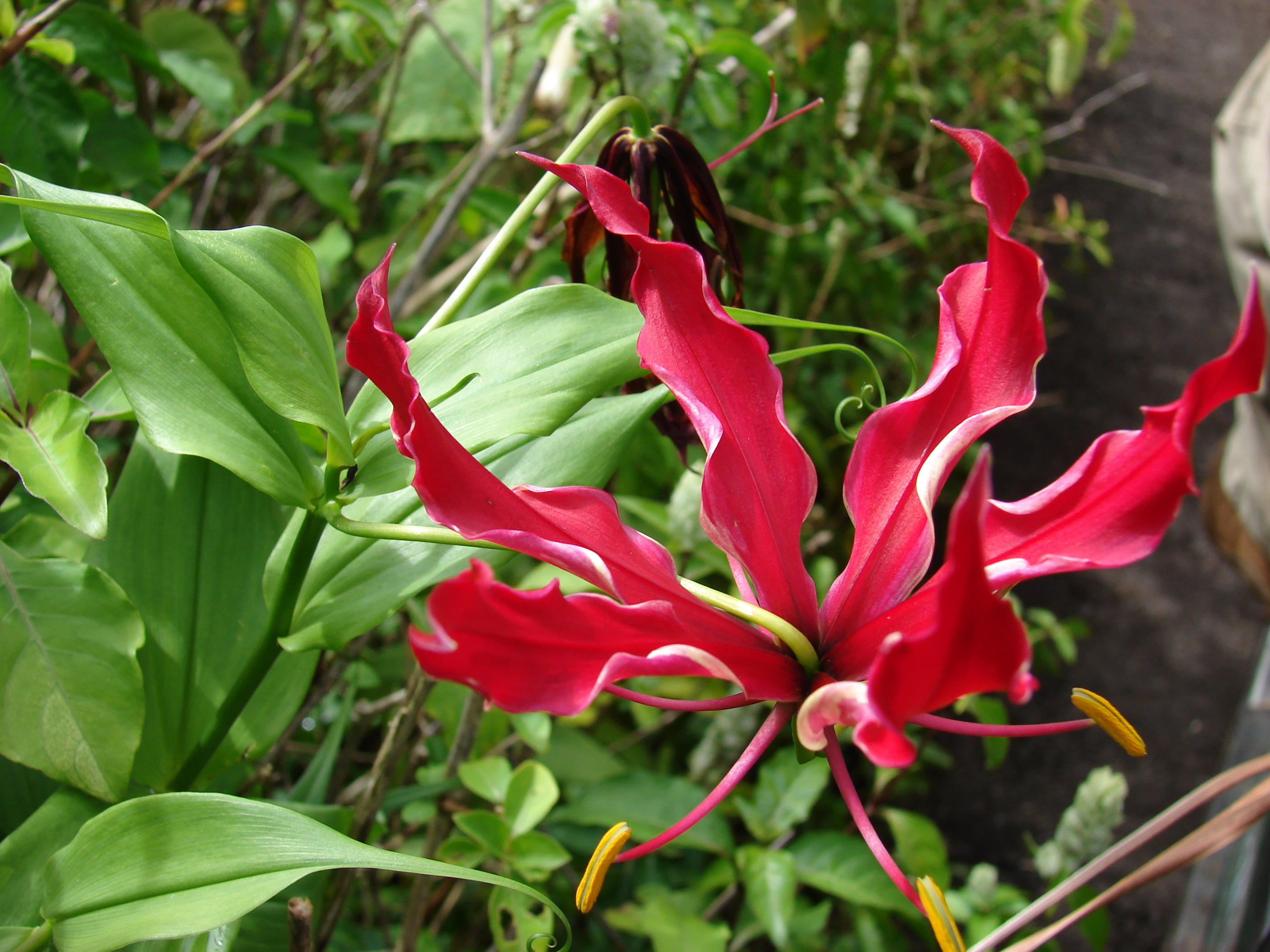
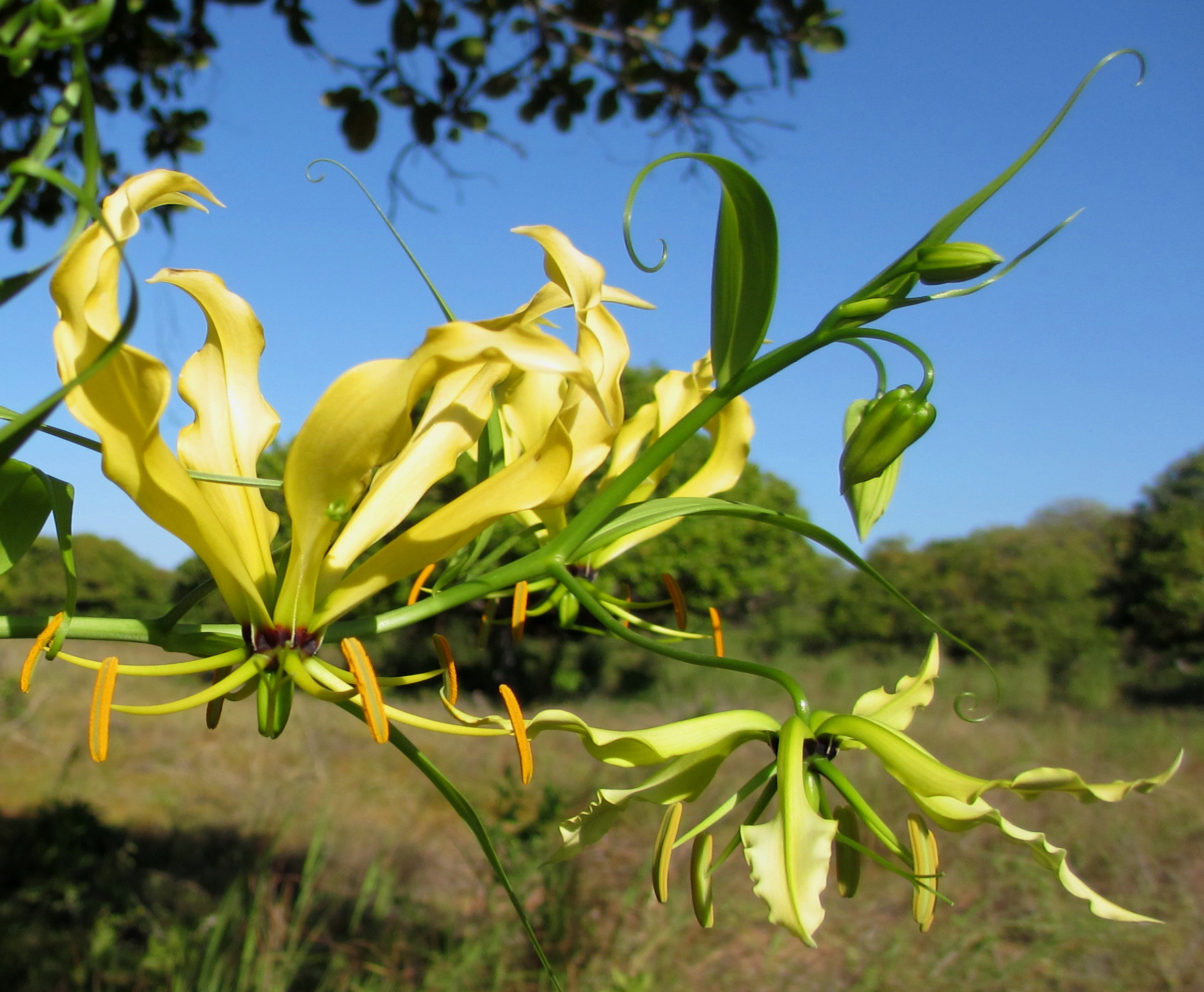
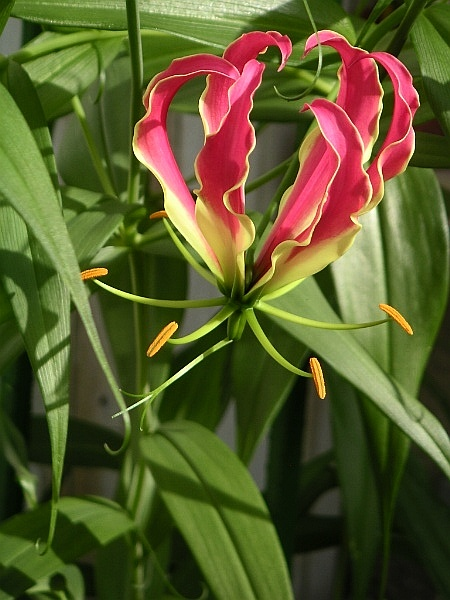
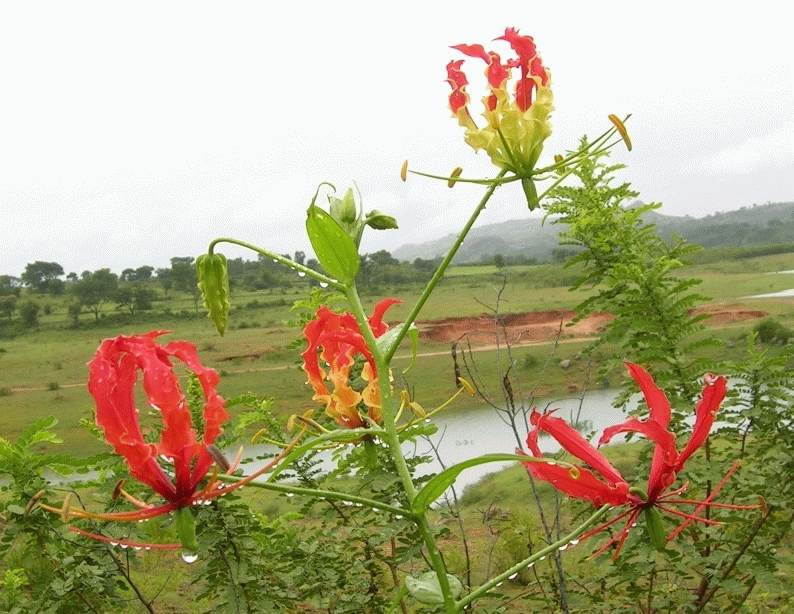
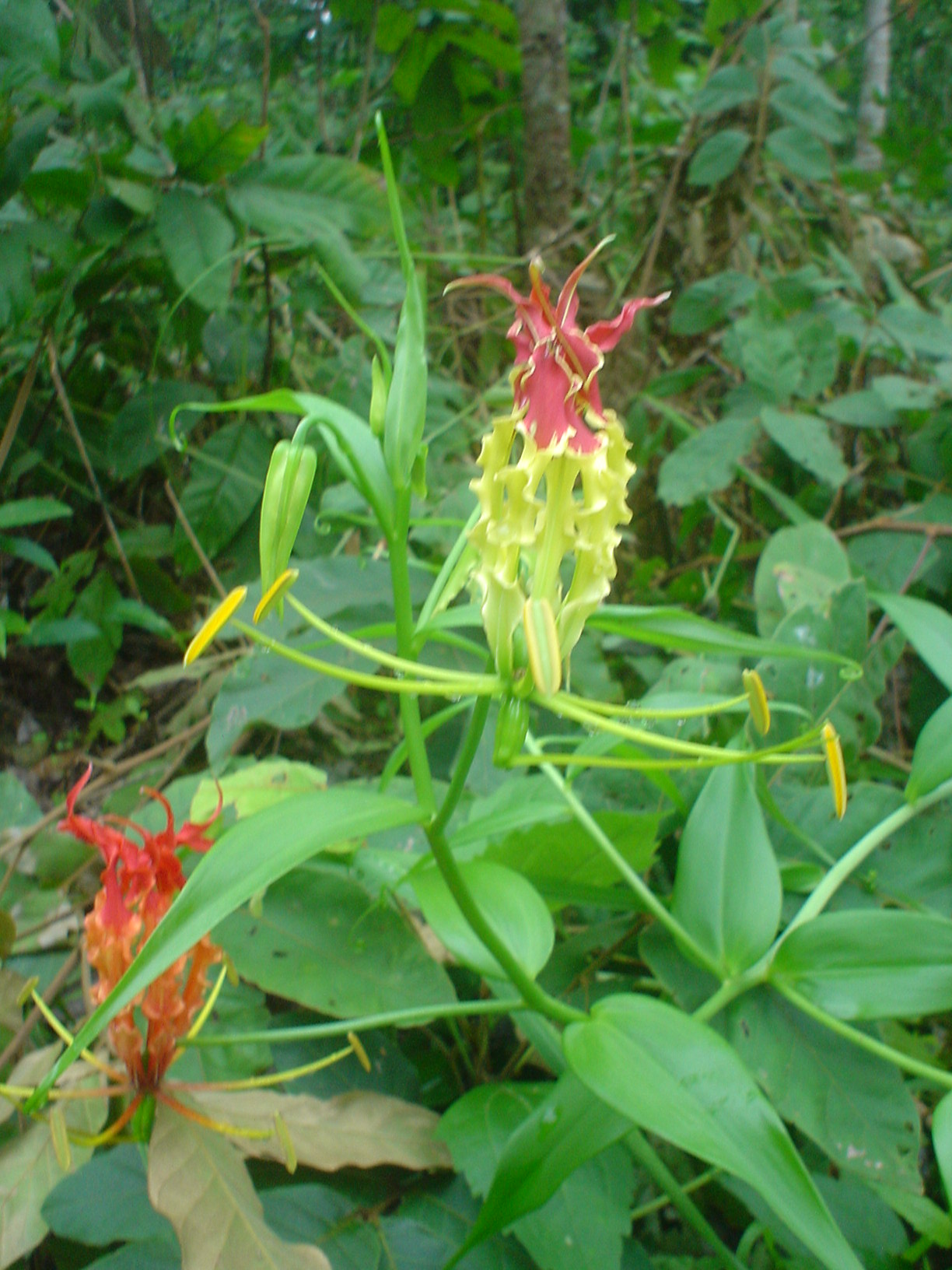
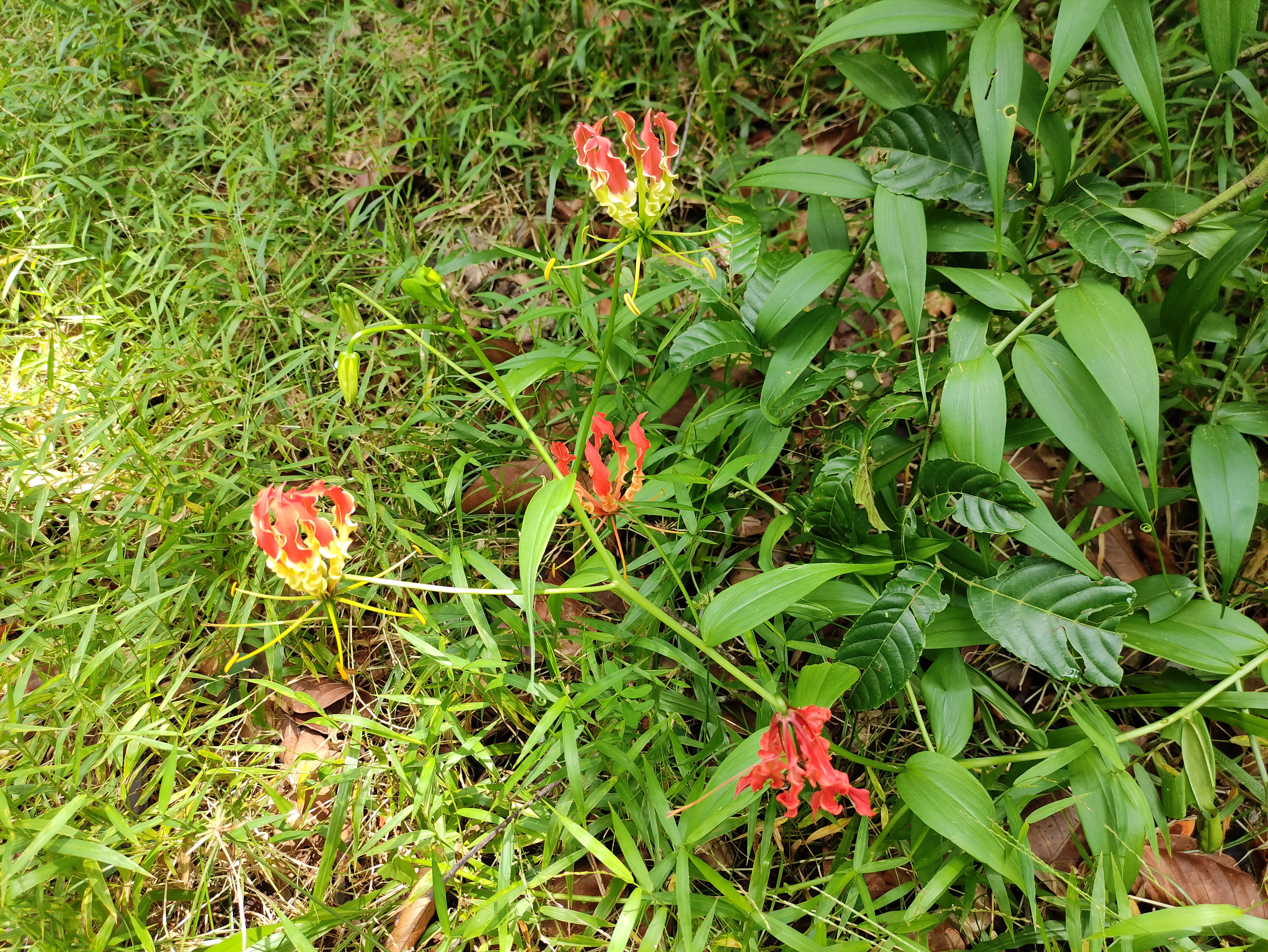